# Portugalete
Portugalete è un comune spagnolo di 45 746 abitanti situato nella comunità autonoma dei Paesi Baschi.
È qui presente il Ponte di Vizcaya, monumento dichiarato Patrimonio dell'umanità dall'UNESCO. Si tratta di un ponte dotato di struttura di ferro che sorregge una parte basculante attraverso dei cavi di acciaio, creando un collegamento per persone ed automezzi tra Las Arenas (Getxo) e Portugalete. Il centro città è la fine di una tappa proveniente da Bilbao del Cammino del Nord verso Santiago di Compostela.

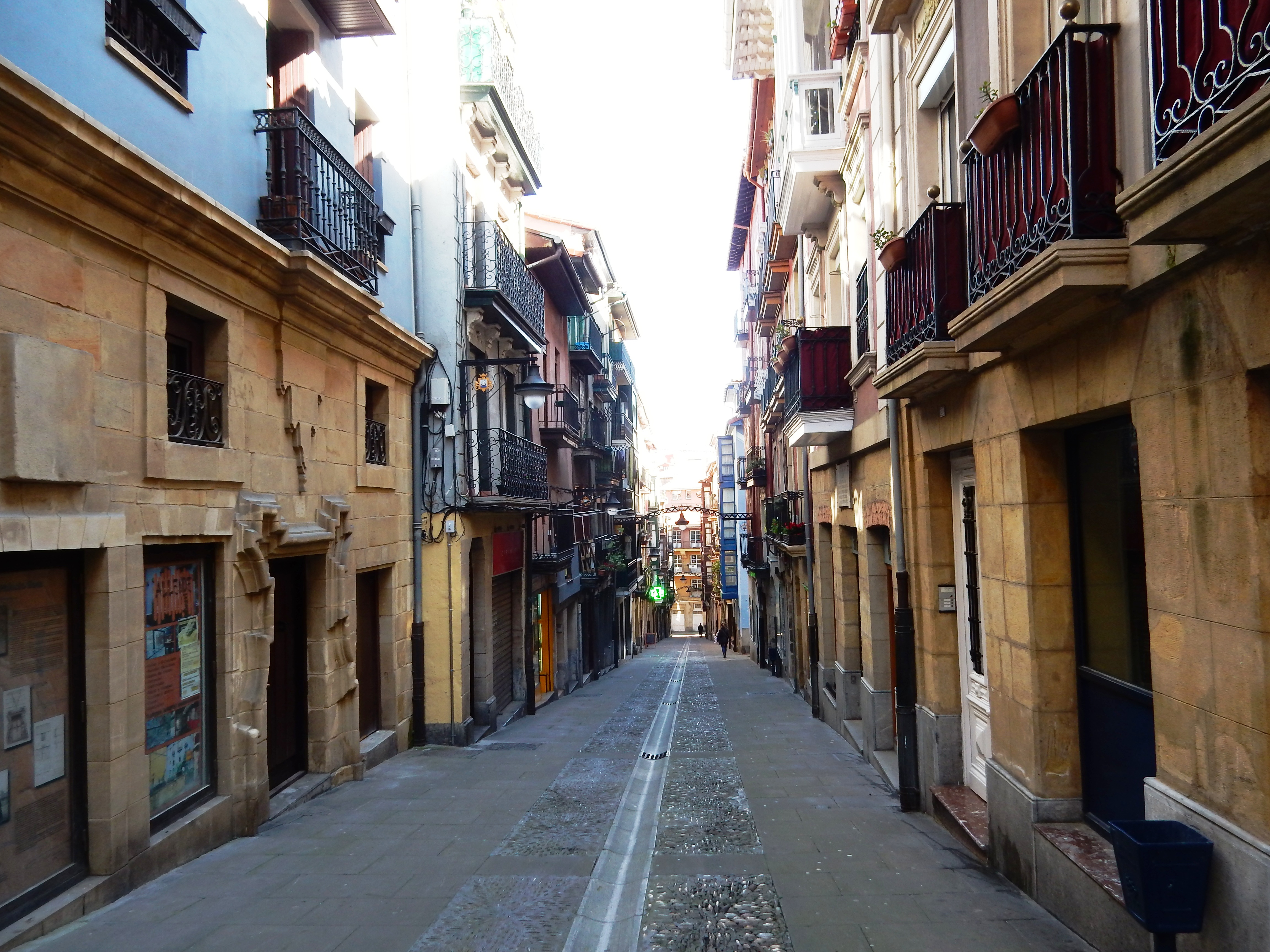
Centro storico di Portugalete